# Gerte

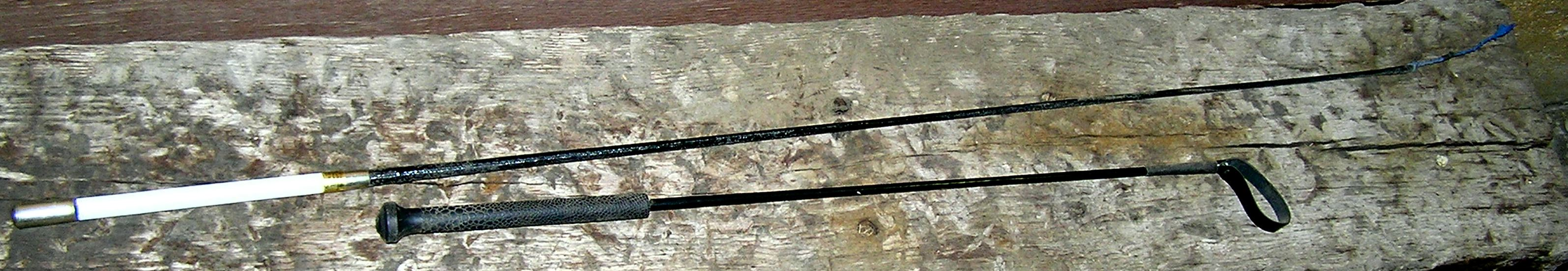
Oben: Dressurgerte mit Schlag.
Unten: Springgerte mit Klatsche

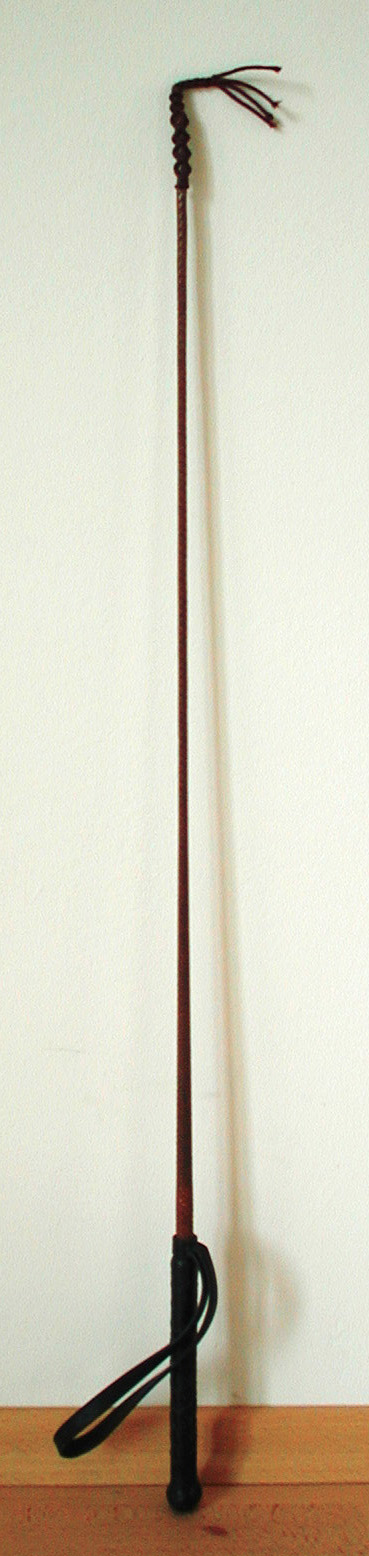
Springgerte mit Handschlaufe

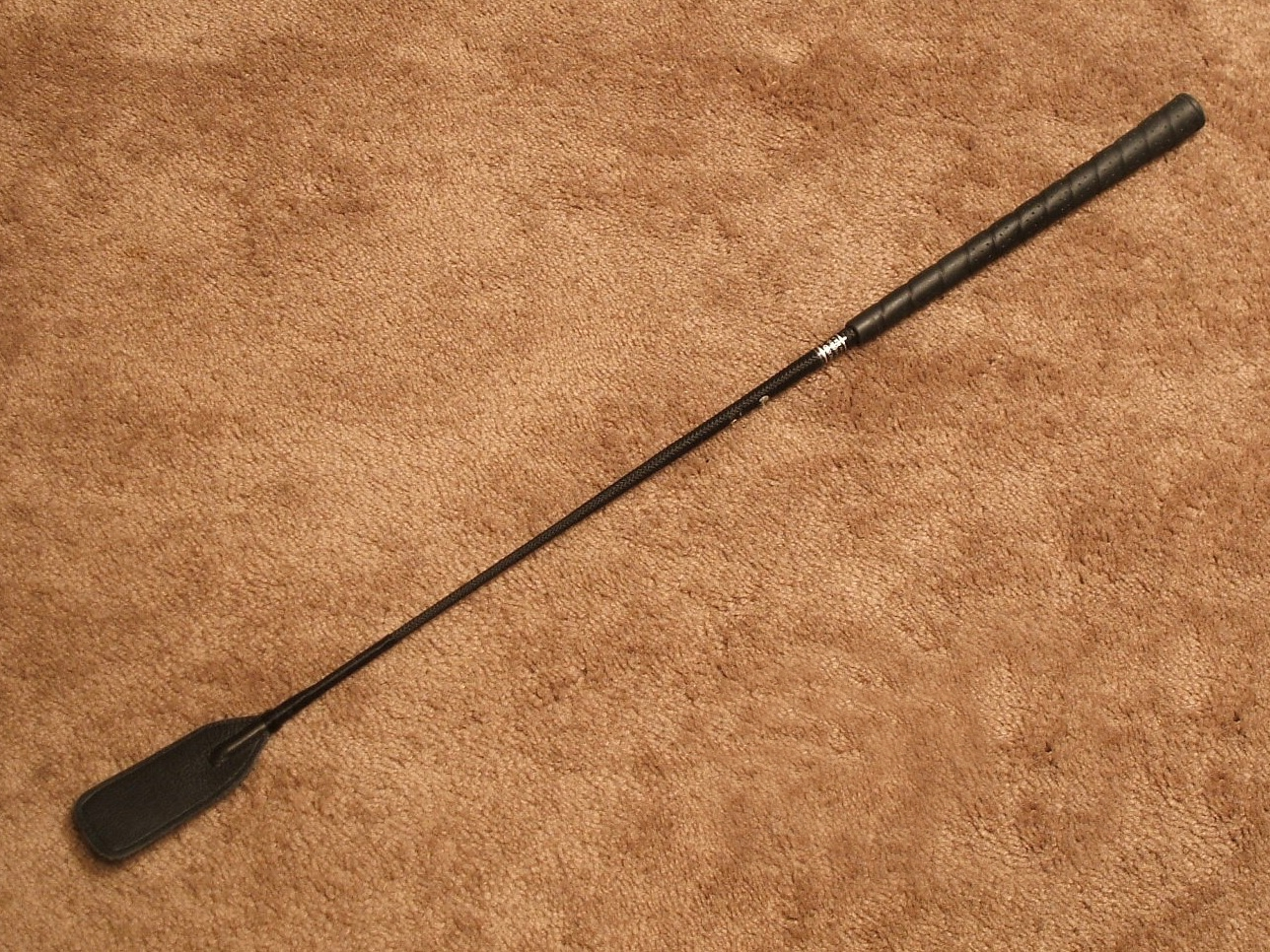
Springstock mit Klatsche

Eine Gerte (von mittelhochdeutsch gerte, von althochdeutsch gerta zu althochdeutsch gart ,Stachel‘, ‚Stock‘) ist ein dünner, biegsamer Stock.
Eine Reitgerte ist in der Regel zwischen 50 und 130 cm lang und wird für die differenzierte Hilfengebung im Pferdesport verwendet. Gerten werden auch als Instrument zur Folter verwendet.

## Allgemeiner Aufbau
Früher wurde der Kern der Gerten aus Hölzern wie Haselnussruten, Rattan, Flechten oder Weidenstäben gefertigt, in heutiger Zeit kommt vornehmlich ein Fiberglasstab zum Einsatz. Im Allgemeinen wird durch eine entsprechende Ummantelung des einen Endes ein etwa handbreiter Griff geformt, der dann in einen langen Stab – zwischen 25 und 120 cm lang – übergeht. Am Griff befindet sich bei Springgerten meist noch eine Handschlaufe aus Leder, damit die Gerte weniger leicht verloren geht.
Als unteren Ende werden sowohl kleine versteifte Schnüre (Schlag) eingesetzt, was der bei Peitschen üblichen Knallschnur entspricht, oder sie enden in einer breiten Lasche, die aus einem Stück Leder oder Kunststoff besteht. Die Lasche erzeugt bei Verwendung ein klatschendes Geräusch. Stock und Griff sind entweder mit Kunststoff ummantelt oder mit Leder überzogen (meistens bei Springgerten).

## Gerten im Pferdesport
Die meisten Reitgerten, auch Reitstock genannt, haben heute einen Kern aus Fiberglas, der mit einem Gewebemantel umsponnen ist, der auch lackiert sein kann, um ein Scheuern der Gerte an der Reithose zu vermeiden. Gerten werden aber auch noch traditionell aus Haselnussruten geschnitten.
Je nach Gertenlänge, Reitweise und gewünschter Wirkung wird die Gerte an verschiedenen Stellen des Pferdekörpers eingesetzt. Die Länge der Gerte richtet sich nach dem Verwendungszweck und nach der Größe des Pferdes, bei Ponys werden kürzere Gerten verwendet als bei großrahmigen Warmblütern. Ihre Wirkung hängt von der Elastizität der Gerte ab und davon, wie die Gerte gehalten wird.
Für ungeübte Reiterinnen und Reiter ist die Gerte störend und die Zügelführung wird beeinträchtigt. Es ist daher besser, ohne Gerte zu reiten, bis Sitz und Zügelführung losgelassen und voneinander unabhängig sind.
In der normalen Dressur werden mittellange (100 bis 110 cm), relativ feste Gerten verwendet. Sie werden meist direkt hinter dem Schenkel eingesetzt, und aktivieren das Hinterbein mehr nach vorne zu schwingen. Wenn die Gerte bei Remonten an der Schulter angelegt wird, verhindert sie das Ausbrechen über die Schulter und regt das junge Pferde an, sich mehr zu biegen. Stabile, mittellange Gerten schwingen auch bei noch etwas unruhigen Händen nicht unkontrolliert hin und her und ermöglichen präzise Hilfen. In der fortgeschrittenen Dressur werden lange (110 bis 130 cm, in Turnieren max. 120 cm), weichere Dressurgerten verwendet, die bis zur Kruppe reichen, um die Hankenbeugung zu verbessern.
Zum Springreiten werden entweder die normalen kurzen Springgerten ab etwa 50 bis 75 cm, oder kurze Springstöcke mit breiter Lederklatsche am Ende verwendet. Ein Springstock besteht aus einem kurzen Griff, einem kurzen, nicht ganz flexiblen Körper von ca. 30 cm und am Ende einer breiten Klatsche (ein umgebogenes Lederstück). Dadurch ist ein Schlag recht laut. Wenn die Gerte am Übergang zwischen Hals und Schulter angesetzt wird, veranlasst sie das Pferd, die Vorderbeine über dem Sprung höher anzuziehen.
Es gibt verschiedene Gertenhilfen.
treibende HilfeMit der Gerte kann man das Pferd genau im Augenblick des Abfußens anticken und auf diese Weise treibend einwirken. Die vorwärtstreibende Wirkung ist bei der Gertenhilfe ausgeprägter als bei der Schenkelhilfe oder der Sporenhilfe, die auch versammelnd wirkt (effet d’ensemble in der klassischen Reiterei). Die vorwärtstreibende Wirkung der Gertenhilfe hält länger an, wirkt also auf mehrere Schritte, während der Sporn nur kurz nachwirkt.
Die treibende Hilfe an der Schulter wirkt entweder durch die Berührung, durch das klatschende Geräusch (Springstock mit Klatsche) oder optisch. Bei Pferderennen sollten die Gerten den Pferden nur gezeigt und nicht zum Schlagen verwendet werden.
verwahrende HilfeDie Gerte kann auf gebogenen Linien oder bei Seitengängen verwahrend eingesetzt werden. Hinter dem Schenkel soll außen die verwahrend angelegte Gerte verhindern, dass das Pferd mit der Hinterhand nach außen ausbricht. Die verwahrend an der äußeren Schulter angelegte Gerte soll verhindern, dass das Pferd über die Schulter geht.
strafende HilfeDie Deutsche Reiterliche Vereinigung lehnt strafende Hilfen ab: Jede Reaktion im Sinne einer ‚Strafe‘ nach menschlichem Verständnis ist eindeutig abzulehnen, weil man bei einem Pferd nicht davon ausgehen kann, dass es wie ein Mensch abstrakt denken kann. Sofort nach einem eindeutigen Fehler des Pferdes kann die Gerte einmal energisch eingesetzt werden, um das Pferd auf den Fehler aufmerksam zu machen. Nur so kann das Pferd den Schlag und den Fehler miteinander in Verbindung bringen. Zeitverzögertes Schlagen oder mehrfaches Schlagen sind kein reiterliches Verhalten und verunsichern das Pferd. Wenn das Pferd überfordert wurde, also das Pferd aufgrund von Ausbildungs- oder Trainingszustand die gestellte Aufgabe nicht lösen konnte oder ein Reiterfehler voraus ging, darf das Pferd auf keine Weise bestraft werden.

## Weitere Varianten
JockeygerteIhr klassischer Einsatz ist beim Pferderennen und besteht wie die Springgerte aus einem kurzen Griff, einem kurzen Körper.
TeleskopgerteLange Teleskopgerten werden vor allem in der Bodenarbeit eingesetzt. Sie besteht aus mehreren Segmenten und ist wie eine Radioantenne zusammenschiebbar.
BirkengerteWird aus Tradition an der Spanischen Hofreitschule, Wien verwendet. Die Bereiter schneiden sich im Jänner ihre eigenen Gerten (ca. 80 bis 100 Stück). Verwendet wird nur der gerade Stamm einer sechs- bis achtjährigen Birke, die Äste werden abgeschnitten, der Stamm wird zur Gewinnung der Gerten wiederholt gespaltet. Zur längeren Haltbarkeit werden Birkengerten vor dem Gebrauch einen Tag ins Wasser gelegt.
Tupfer oder HandarbeitsgerteWird an der Spanischen Hofreitschule zur Handarbeit, bei der Piaffe und den Schulsprüngen an der Hand verwendet. Zwischen 170 und 190 cm lang, nicht zu schwer und am Ende sehr elastisch.
SjamboksEine in Afrika beheimatete Gertenart aus Polypropylen, die bei Elefanten, Rhinozerossen oder als Ersatz für einen Schlagstock bei der Polizei zum Einsatz kommt. Sjamboks wurden früher aus Nilpferdhaut gemacht, daher der Beiname Nilpferdpeitsche.

## Sonstiges
Innerhalb des Bereiches Sadomasochismus werden Gerten um Schlagen von Menschen eingesetzt.